# ГЕС-1 (містечко)
ГЕС-1 (рос. ГЭС-1) — містечко у Лузькому районі Ленінградської області Російської Федерації.
Населення становить 6 осіб. Належить до муніципального утворення Скребловське сільське поселення.

## Історія
Згідно із законом від 28.09.2004 № 65-оз належить до муніципального утворення Скребловське сільське поселення.

## Населення
| 1997 | 2007 | 2010 |
| ---- | ---- | ---- |
| 10   | ↘4   | ↗6   |